# ジョン・L・オースティン
ジョン・ラングショー・オースティン（John Langshaw Austin, 1911年3月26日 - 1960年2月8日）はイギリスの哲学者、日常言語学派の主要人物の一人であり、オックスフォード大学教授を務めた。発話行為（言語行為）についての先駆的な研究で知られ、ルートヴィヒ・ウィトゲンシュタインと並んでイギリスの言語哲学の重要な位置を占めた。

## 経歴
- 1911年　イギリスのランカスター生まれ。
- 1929年　オックスフォード大学のベリオール・カレッジに入学。ギリシャ古典を深く学び、アリストテレスの著作から影響を受けた。B.A取得。
- 1933年　オール・ソウルズ・カレッジのフェローに選ばれる。哲学研究を本格的に開始。
- 1935年　モードリン・カレッジのフェローに選ばれる。
- 1952年　ホワイト記念道徳哲学教授　就任。
- 1960年　死去（49歳）。

## 研究内容・業績
- 従来の哲学・言語学の分析対象の多くが、事実を述べた叙述的な文であったのに対し、オースティンは言語が依頼や警告などの機能を果たす側面に注目し、発話の力や遂行分析などの概念を提唱した。また、現実の使用を離れて語の意味を記述しようとする傾向を、議論を袋小路に陥れるものとして批判した。彼の議論はサールらによって継承され、語用論・発話行為の理論の基礎を形成した。
- 日常言語学派とよばれる基礎を作った。

## 主な著書
- Philosophical Papers, (Clarendon Press, 1961).
  - 『オースティン哲学論文集』坂本百大監訳、勁草書房、1991年。ISBN 4326198850
- How to Do Things with Words, (Harvard University Press, 1962).
  - 『言語と行為』坂本百大訳、大修館書店、1978年。ISBN 4469210722
  - 『言語と行為――いかにして言葉でものごとを行うか』飯野勝己訳、講談社学術文庫、2019年
- Sense and Sensibilia, (Oxford University Press, 1964).
  - 『知覚の言語: センスとセンシビリア』丹治信春・守屋唱進訳 、勁草書房、1984年。ISBN 4326198745